# Flavio Chigi (1711-1771)
Flavio Chigi (Roma, 8 de setembro de 1711 - Roma, 12 de julho de 1771) foi um cardeal italiano que foi prefeito da Santa Congregação dos Ritos.

## Biografia
Foi o terceiro dos quatro filhos de Augusto Chigi, príncipe de Farnese, e da princesa Maria Eleonora Rospigliosi. Os outros irmãos eram Laura, Agostino e Alessandro. Ele também está listado como Flavius Chisius; como Flávio II; e seu sobrenome como Ghigi. Sobrinho-neto dos cardeais Giacomo Rospigliosi (1667); e Felice Rospigliosi (1673), por parte de mãe. Sobrinho-neto do Papa Alexandre VII. Terceiro primo do cardeal Flavio Chigi, Sr. (1657). Sobrinho-neto do cardeal Sigismondo Chigi (1667). Tio-avô do cardeal Flavio III Chigi (1873).
Ele foi educado em casa e instruído em todas as disciplinas sob a orientação de excelentes professores.
Referendário dos Tribunais da Assinatura Apostólica de Justiça e da Graça, 17 de março de 1736. Protonotário apostólico participante , 8 de maio de 1736. Em 1738, foi enviado como comissário apostólico, à fronteira dos Estados Pontifícios para receber Maria Amália de Saxônia, filha do rei Augusto III da Polônia, que estava a caminho de Nápoles para se casar com o rei Carlos de Bourbon das Duas Sicílias. Presidente da Câmara Apostólica, 1740. Clérigo da Câmara Apostólica, 1741-1743. Presidente della Zecca . Auditor geral da Câmara Apostólica no lugar do reverendo padre Antonio Ruffo, 9 de setembro de 1743 até sua promoção ao cardinalato.
Criado cardeal diácono no consistório de 26 de novembro de 1753; recebeu o chapéu vermelho em 29 de novembro de 1753; e a diaconia de S. Angelo em Pescheria, 10 de dezembro de 1753.
Recebeu o subdiaconato em 26 de maio de 1754; e o diaconado em 2 de junho de 1754. Participou do conclave de 1758, que elegeu o Papa Clemente XIII. Optou pela diaconia de S. Maria no Pórtico Campitelli, 12 de fevereiro de 1759. Protetor da Ordem dos Frades Menores (Franciscanos), 7 de maio de 1765. Protetor dos Cônegos Regulares Lateranenses, 1767. Prefeito da SC de Ritos e Cerimônias de 7 de janeiro de 1768 até sua morte. Participou do conclave de 1769, que elegeu o Papa Clemente XIV. Em seu testamento, redigido em 13 de maio de 1771, deixou instruções detalhadas sobre seu funeral e sepultamento. Ele era muito generoso com os pobres ( padre de' poveri); e patrono dos homens de letras. Foi um grande benfeitor do lar dos órfãos de S. Maria em Aquiro.
Morreu em Roma em 12 de julho de 1771, de febre alta e convulsões, após receber os sacramentos da Igreja, em Roma. Exposto em sua diaconia, onde ocorreu o solene funeral; transportado em particular para a igreja de S. Maria del Popolo, onde foi sepultado na capela della Madonna di Loreto , de sua família, sem memorial. No lar dos órfãos de S. Maria em Aquiro foi colocada uma placa em sua memória.